# MTV Stuttgart
MTV Stuttgart is een Duitse sportclub uit Stuttgart. De club telt zo'n 8700 leden en is met 41 afdelingen in zowat alle sporten vertegenwoordigd. 

## Voetbal
Nadat de Gauliga Württemberg om oorlogsredenen in 1944/45 opgedeeld werd in meerdere reeksen promoveerde MTV naar de hoogste klasse, echter werd het seizoen niet voltooid en speelde de club maar vier wedstrijden dat seizoen. De club zakte daarna weg in de anonimiteit van de laagste reeksen. 